# Древнекоптское письмо
Древнекоптское письмо — наиболее ранний этап развития коптской письменности, форма позднеегипетского письма, записываемая коптским письмом, вариантом греческого алфавита. Это «аналитическая категория… используемая учёными для обозначения определённой группы источников», а не языка, диалекта или особой системы письма. Учёные расходятся во мнениях о точных временных границах древнекоптского корпуса и, следовательно, об определении понятия «древнекоптский». В целом, можно сказать, что в древнекоптских текстах используется больше букв демотического происхождения, чем в более позднем литературном коптском. У них отсутствуют последовательный стиль письма и заимствованная греческая лексика, характерные для более поздней коптской литературы. Некоторые источники даже используют исключительно греческие буквы. Более того, они в целом или исключительно языческого происхождения, в отличие от более поздних литературных коптских текстов, которые тесно связаны с коптским христианством и, в меньшей степени, с гностицизмом и манихейством.
Самые ранние сохранившиеся примеры египетских слов, транслитерированных греческим алфавитом, датируются IV веком до нашей эры. Целые египетские фразы появляются в греческой записи с III века до нашей эры. Самый ранний известный коптский текст относится к I веку нашей эры. Самый ранний этап экспериментов с египетским языком в греческом алфавите иногда называют додревнекоптским или греко-египетским. Другие авторы проводят различие между ранним и поздним древнекоптским языками. Создание языческих магических текстов, написанных на египетском языке греческими буквами, продолжалось и в IV или V веке, после появления собственно коптской литературы.

## Юникод
Ряд букв демотического происхождения, встречающихся только в древнекоптских источниках, внесён в Юникод в блок «Коптское письмо» в версии 4.1. Названия, указанные в таблице, являются условными, так как настоящие названия букв, если они были, неизвестны. Кроме того, древнекоптские рукописи не различают регистр, поэтому строчные формы букв являются искусственным нововведением при их кодировке, призванным помочь цифровым типографам.
| D36 · Y1 |

| D36 · Y1 |

| F37 |

| F37 |

| M8 |

| M8 |

| F18 · Y1 |

| F18 · Y1 |

| F18 · Y1 |

| F18 · Y1 |

| O4 |

| O4 |

| Aa1 |

| Aa1 |

| V28 |

| V28 |

| U28 |

| U28 |

| G1 | U28 |

| G1 | U28 |

| W11 |

| W11 |